# Éxcipit
Éxcipit es un término de la retórica clásica que se emplea para designar las últimas palabras de un texto, por contraposición al íncipit, que designa los primeros versos de un poema.

## La palabraexcipit
El término éxcipit es sinónimo de la fórmula latina explicit liber, la conclusión de los manuscritos de la Edad Media. En paleografía, este final conlleva también el autor y la fecha del escrito.

## Tipos de éxcipit
Los tres tipos más frecuentes son:
1. Éxcipit dramático: la obra termina con un desenlace positivo o negativo (la muerte de un personaje, una huida, un matrimonio, etc.) que pone broche final al drama. A veces, es también una revelación (de identidad, de culpabilidad, etc.).
2. Éxcipit con valor moral o filosófico: lección moral o filosófica sacada de la acción del relato. Es el más frecuente al final de los cuentos.
3. Éxcipit sin conclusión: será el lector el que concluya la historia, o bien habrá un epílogo en el que el autor explique el final de los personajes.

## Éxcipit famosos
- s:Un soneto me manda hacer Violante (1617), Lope de Vega: Contad si son catorce, y está hecho.
- Tractatus logico-philosophicus (1921), Ludwig Wittgenstein: Wovon man nicht sprechen kann, darüber muss man schweigen.
- El 18 Brumario de Luis Bonaparte (1852), Karl Marx: Mais le jour où le manteau impérial tombera enfin sur les épaules de Louis Bonaparte, la statue d'airain de Napoléon s'écroulera du haut de la colonne Vendôme.
- Les aventures du capitaine Hatteras (1864), Julio Verne: Le capitaine John Hatteras marchait invariablement vers le nord.
- Une vie (1883), Guy de Maupassant: La vie, voyez-vous, ça n'est jamais si bon ni si mauvais qu'on croit.
- La Regenta (1885), Leopoldo Alas: Había creído sentir sobre la boca el vientre viscoso y frío de un sapo.
- Sonata de estío (1903), Valle-Inclán: Desde entonces compadezco a los desgraciados que, engañados por una mujer, se consumen sin volver a besarla. Para ellos será eternamente un misterio la exaltación gloriosa de la carne.
- Campos de Castilla (1912), Antonio Machado: Me encontraréis a bordo, ligero de equipaje, / casi desnudo, como los hijos de la mar.
- El otro, el mismo: Buenos Aires (1964), Jorge Luis Borges: No nos une el amor sino el espanto; / será por eso que la quiero tanto.
- Pantaleón y las visitadoras (1973), Mario Vargas Llosa: Te he dicho que son las cinco. Despierta, Panta.